# فرودگاه کلایپدا
فرودگاه کلایپدا (به انگلیسی: Klaipėda Airport) (به زبان بومی: Klaipėdos oro uostas) یک فرودگاه همگانی با کد یاتا KLJ است که یک باند فرود آسفالت دارد و طول باند آن ۵۰۰ متر است. این فرودگاه در شهر کلایپدا کشور لیتوانی قرار دارد و در ارتفاع ۱۸ متری از سطح دریا واقع شده‌است.